# Delopleurus cardoni
Delopleurus cardoni là một loài bọ cánh cứng trong họ Bọ hung (Scarabaeidae).